# Nova Igreja da Mãe de Deus
Nova Igreja da Teótoco, ou Nova Igreja da Mãe de Deus, foi uma igreja bizantina erguida em Jerusalém pelo imperador Justiniano I (r. 527–565). Assim como a posterior Nea Ekklesia (Νέα Ἐκκλησία) em Constantinopla, às vezes é chamada em inglês de "a Nea" ou "Igreja Nea".
A igreja foi concluída no ano 543, mas foi severamente danificada ou destruída durante a conquista persa da cidade em 614. Foi posteriormente utilizada como fonte de material de construção pelos omíadas algumas décadas mais tarde. Restos escassos da outrora enorme igreja foram descobertos em escavações no Bairro Judeu da Cidade Velha, com o canto sudeste ligeiramente saliente para fora das muralhas da cidade do século XVI.

## A Nea no Mapa de Madaba

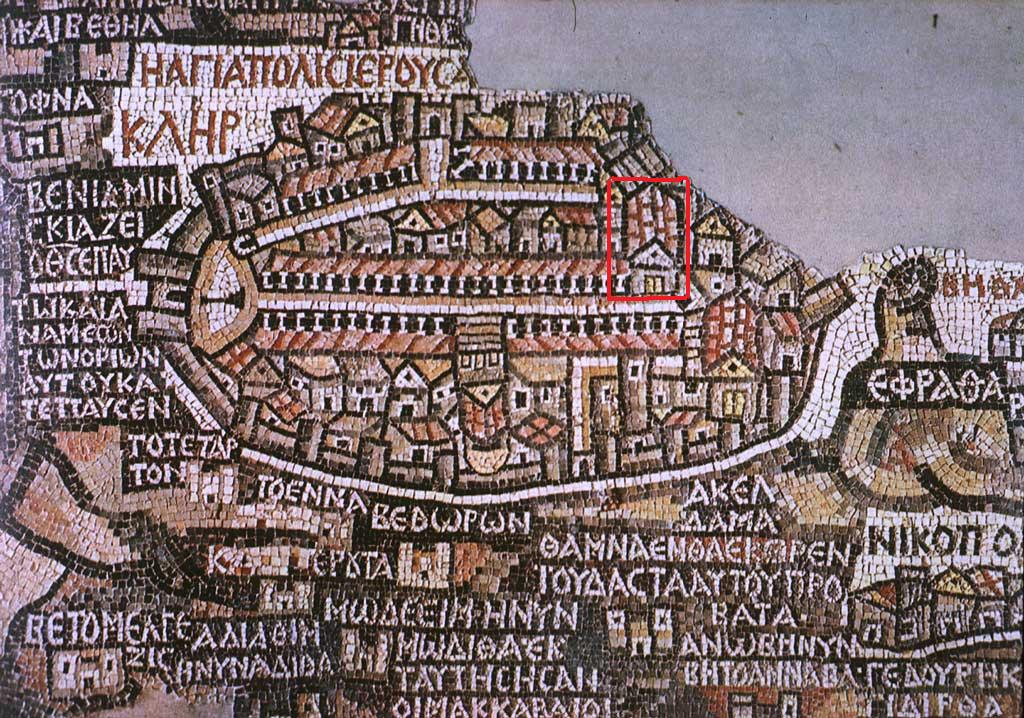
A Nea no Mapa de Madaba, mostrando sua localização ao longo da via Cardo Maximus, é evidente.